# Masatepe
Masatepe – miasto w Nikaragui; 23 tys. mieszkańców (2006). Przemysł spożywczy, włókienniczy.